# Крушовце
Крушовце (слч. Krušovce) насељено је мјесто са административним статусом сеоске општине (слч. obec) у округу Топољчани, у Њитранском крају, Словачка Република.

## Становништво
| Година:    | 1994. | 2004.   | 2014.   | 2024.   |
| ---------- | ----- | ------- | ------- | ------- |
| Број људи: | 1695  | 1834    | 1732    | 1724    |
| Разлика:   |       | +8,20 % | -5,56 % | -0,46 % |

| Година:    | 2023. | 2024.   |
| ---------- | ----- | ------- |
| Број људи: | 1741  | 1724    |
| Разлика:   |       | -0,97 % |

Према подацима о броју становника из 2024. године насеље је имало 1724 становника.